# Larry Murphy
Lawrence Thomas "Larry" Murphy, född 8 mars 1961 i Scarborough, Ontario, är en kanadensisk före detta professionell ishockeyspelare som spelade som back för ett flertal NHL-klubbar.

## Spelarkarriär
Larry Murphy valdes som 4:e spelare totalt i 1980 års NHL-draft av Los Angeles Kings. Under 1980–81 års säsong satte han rekord för flest assist och poäng för en rookie-back, med 60 assist och 76 poäng.
Under sin 21 år långa karriär, mellan 1980 och 2001, representerade Murphy sex olika NHL-lag. Förutom Los Angeles Kings spelade han även för Washington Capitals, Minnesota North Stars, Pittsburgh Penguins, Toronto Maple Leafs och Detroit Red Wings.
När Murphy slutade spela efter säsongen 2000–01 var hans 1615 matcher i NHL rekord för en försvarsspelare. Under 2003–04 års NHL-säsong passerade dock Scott Stevens i New Jersey Devils Murphy och slutade säsongen på 1635 spelade matcher.
Murphy vann fyra Stanley Cup under 1990-talet, en bedrift han är ensam om. Han spelade för Penguins 1991 och 1992 när laget vann Stanley Cup. När han plockades upp av Red Wings 1997 trodde många att hans karriär var slut, efter en mindre lyckad sejour i Toronto Maple Leafs, men i Detroit bildade han backpar med Nicklas Lidström och fick en nytändning. I Red Wings vann han Stanley Cup 1997 och 1998.  
Förutom Stanley Cup-segrar har Murphy även en Memorial Cup-seger i bagaget med Peterborough Petes från 1979.
2004 valdes han in i Hockey Hall of Fame. Murphy ligger femma i listan för flest poäng under karriären för backar med sina 1216 poäng. Endast Ray Bourque, Paul Coffey, Al MacInnis och Phil Housley har producerat fler poäng.

## Statistik

### Klubbkarriär
| 1978–79      | Peterborough Petes    | OMJHL        | 66   | 6   | 21  | 27   | 82   | 19  | 1  | 9   | 10  | 42  |
| 1979–80      | Peterborough Petes    | OMJHL        | 68   | 21  | 68  | 89   | 88   | 14  | 4  | 13  | 17  | 20  |
| 1980–81      | Los Angeles Kings     | NHL          | 80   | 16  | 60  | 76   | 79   | 4   | 3  | 0   | 3   | 2   |
| 1981–82      | Los Angeles Kings     | NHL          | 79   | 22  | 44  | 66   | 95   | 10  | 2  | 8   | 10  | 12  |
| 1982–83      | Los Angeles Kings     | NHL          | 77   | 14  | 48  | 62   | 81   | –   | –  | –   | –   | –   |
| 1983–84      | Los Angeles Kings     | NHL          | 6    | 0   | 3   | 3    | 0    | –   | –  | –   | –   | –   |
| 1983–84      | Washington Capitals   | NHL          | 72   | 13  | 33  | 46   | 50   | 8   | 0  | 3   | 3   | 6   |
| 1984–85      | Washington Capitals   | NHL          | 79   | 13  | 42  | 55   | 51   | 5   | 2  | 3   | 5   | 0   |
| 1985–86      | Washington Capitals   | NHL          | 78   | 21  | 44  | 65   | 50   | 9   | 1  | 5   | 6   | 6   |
| 1986–87      | Washington Capitals   | NHL          | 80   | 23  | 58  | 81   | 39   | 7   | 2  | 2   | 4   | 6   |
| 1987–88      | Washington Capitals   | NHL          | 79   | 8   | 53  | 61   | 72   | 13  | 4  | 4   | 8   | 33  |
| 1988–89      | Washington Capitals   | NHL          | 65   | 7   | 29  | 36   | 70   | –   | –  | –   | –   | –   |
| 1988–89      | Minnesota North Stars | NHL          | 13   | 4   | 6   | 10   | 12   | 5   | 0  | 2   | 2   | 8   |
| 1989–90      | Minnesota North Stars | NHL          | 77   | 10  | 58  | 68   | 44   | 7   | 1  | 2   | 3   | 31  |
| 1990–91      | Minnesota North Stars | NHL          | 31   | 4   | 11  | 15   | 38   | –   | –  | –   | –   | –   |
| 1990–91      | Pittsburgh Penguins   | NHL          | 44   | 5   | 23  | 28   | 30   | 23  | 5  | 18  | 23  | 44  |
| 1991–92      | Pittsburgh Penguins   | NHL          | 77   | 21  | 56  | 77   | 48   | 21  | 6  | 10  | 16  | 19  |
| 1992–93      | Pittsburgh Penguins   | NHL          | 83   | 22  | 63  | 85   | 73   | 12  | 2  | 11  | 13  | 10  |
| 1993–94      | Pittsburgh Penguins   | NHL          | 84   | 17  | 56  | 73   | 44   | 6   | 0  | 5   | 5   | 0   |
| 1994–95      | Pittsburgh Penguins   | NHL          | 48   | 13  | 25  | 38   | 18   | 12  | 2  | 13  | 15  | 0   |
| 1995–96      | Toronto Maple Leafs   | NHL          | 82   | 12  | 49  | 61   | 34   | 6   | 0  | 2   | 2   | 4   |
| 1996–97      | Toronto Maple Leafs   | NHL          | 69   | 7   | 32  | 39   | 20   | –   | –  | –   | –   | –   |
| 1996–97      | Detroit Red Wings     | NHL          | 12   | 2   | 4   | 6    | 0    | 20  | 2  | 9   | 11  | 8   |
| 1997-98      | Detroit Red Wings     | NHL          | 82   | 11  | 41  | 52   | 37   | 22  | 3  | 12  | 15  | 2   |
| 1998–99      | Detroit Red Wings     | NHL          | 80   | 10  | 42  | 52   | 42   | 10  | 0  | 2   | 2   | 8   |
| 1999–00      | Detroit Red Wings     | NHL          | 81   | 10  | 30  | 40   | 45   | 9   | 2  | 3   | 5   | 2   |
| 2000–01      | Detroit Red Wings     | NHL          | 57   | 2   | 19  | 21   | 12   | 6   | 0  | 1   | 1   | 0   |
| OMJHL totalt | OMJHL totalt          | OMJHL totalt | 134  | 27  | 89  | 116  | 170  | 33  | 5  | 22  | 27  | 62  |
| NHL totalt   | NHL totalt            | NHL totalt   | 1615 | 287 | 929 | 1216 | 1084 | 215 | 37 | 115 | 152 | 201 |

## Klubbar
- Peterborough Petes, 1978–80
- Los Angeles Kings, 1980–83
- Washington Capitals, 1983–89
- Minnesota North Stars, 1989–90
- Pittsburgh Penguins, 1990–95
- Toronto Maple Leafs, 1995–97
- Detroit Red Wings, 1997–2001

## Meriter
- Stanley Cup – 1991, 1992, 1997 och 1998
- OHL First All-Star Team – 1980
- NHL Second All-Star Team – 1987, 1993 och 1995
- Spelade i NHL:s årliga All-Starmatch – 1994, 1995 och 1999